# Spångens gästgivaregård

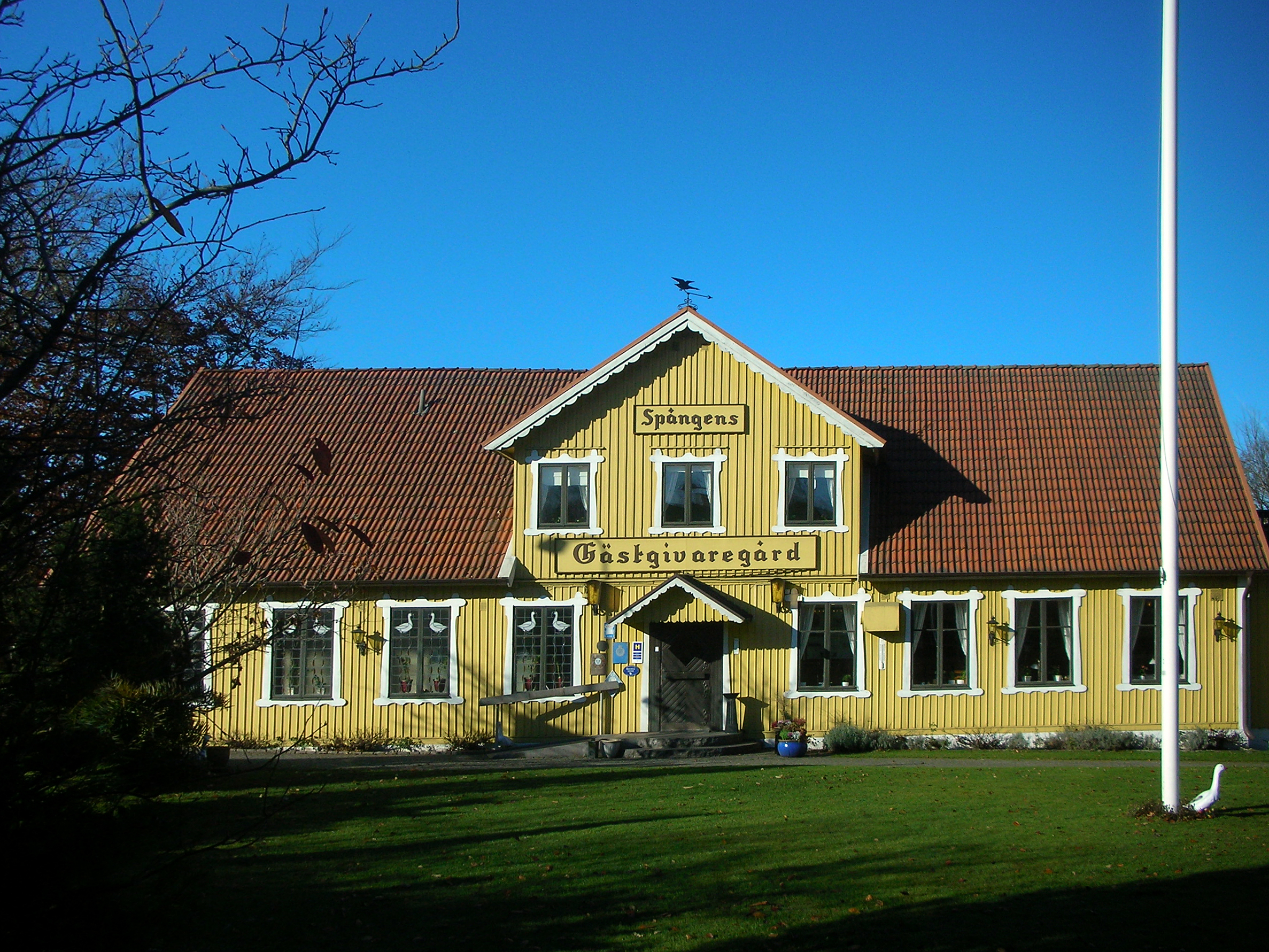
Spångens gästgivaregård, med gåsen som symbol

Spångens gästgivaregård ligger öster om Ljungbyhed vid Rönne å och Riksväg 13. Gästgivaregården är känd från filmen Kalle på Spången från 1939, i vilken Edvard Persson gör en av sina mer kända roller som källarmästare Karl Jeppsson.

## Historia
I början av 1880-talet växte det på platsen upp en marknadsplats som kallades Spånga Torg, med försäljning av kreatur, kött, fläsk och ägg. Här passerade också postdiligensen som gick mellan Klippan och Höör. Behovet för köpare och säljare att kunde besegla och fira sina affärer ledde till att man byggde en krogstuga, känd från 1846, då traktören Pål Lundberg svarade för spis och logi.
Spångenkrogen blev enligt uppgift 1856 upphöjd till gästgiveri och även en ordinarie station för postdiligensen. (Andra källor anger att Spången redan 1855 fanns med på en karta över skjutsstationer, men inte på kartan över skjutsväsendet och gästgiverier från 1718.)